# TommyInnit
Thomas Simons, född 9 april 2004, mer känd som TommyInnit, är en brittisk youtubare och Twitchstreamare. Han producerar främst Minecraft-relaterade videor och livestreams. Från och med den 12 juni 2021 har hans sju YouTube-kanaler kollektivt nått över 18,9 miljoner prenumeranter  och över 1,35 miljarder visningar, hans Twitch-kanal har nått över 5,7 miljoner följare, vilket gör honom till den 14:e mest följda kanalen på Twitch.